# Silke Schwandt
Silke Schwandt (* 1980) ist eine deutsche Historikerin und Professorin für Digital History an der Universität Bielefeld.

## Leben
Nach dem Abschluss ihres Studiums in Geschichte, Theologie und Klassische Philologie, reichte Schwandt 2010 ihre Dissertation an der Goethe-Universität in Frankfurt am Main ein. In den Jahren 2005–2013 arbeitete sie als wissenschaftliche Mitarbeiterin sowie von 2008 bis 2010 als wissenschaftliche Koordinatorin an der Goethe-Universität.
2013 wurde Schwandt akademische Rätin auf Zeit an der Universität Bielefeld, bis sie dort ab 2020 die Professur für Digital History antrat. Außerdem nahm sie verschiedene Funktionen in der akademischen Selbstverwaltung der Universität Bielefeld wahr. Seit 2021 ist sie Vorsitzende des Senats der Universität.

## Forschung und Lehre
Zentrale Forschungsthemen von Silke Schwandt sind Methoden und Theorien der Digital History, Digital Literacy, Geschichte und Gesellschaft unter Bedingungen der Digitalität sowie Rechtsgeschichte und vergleichende Geschichte mit Schwerpunkt auf englischer Rechtsgeschichte.
Bei ihrem akademischen Werdegang wurde sie 2006 vom Marie Curie Fellowship und 2017 vom DHI London PostDoc-Fellowship unterstützt.

## Schriften (Auswahl)

### Monographien
- Virtus. Zur Semantik eines politischen Konzepts im Mittelalter, Frankfurt, M.: Campus-Verl., 2014.

- Digitale Objektivität in der Geschichtswissenschaft? Oder: Kann man finden, was man nicht sucht? Schwandt, Silke. - Frankfurt am Main: Universitätsbibliothek Johann Christian Senckenberg, 2016.

### Herausgeberschaften
- Digital Humanities Research at Bielefeld University Press – Editor
- Contributions to the History of Concepts – Editor[3]
- Clio Online Guides. Handbook on digital ressources in Historical Science – Co-Editor of the 3rd Edition
- Journal for Digital History – Editor
- BiUP – Bielefeld University Press  – Steering Committee

### Beiträge in Zeitschriften und Sammelwerken
- „A Road to the Future“: Zur Zukunftsfähigkeit von Gesellschaft unter Bedingungen von Unsicherheit und Digitalität, Schwandt S (2022), In: Was macht die Digitalisierung mit der Politik? Einwürfe und Provokationen. Klein B, Schmidt R (Eds); Berlin: De Gruyter Oldenbourg: 41-52.
- 2022: Opening the Black Box of Interpretation: Digital History Practices as Models of Knowledge, Schwandt S (2022), History and Theory.
- 2022: Geschichte visualisieren: Digitale Praktiken in der Geschichtswissenschaft als Praktiken der Wissenschaftsreflexion Schwandt S. In: Digital History. Konzepte, Methoden und Kritiken Digitaler Geschichtswissenschaft. Döring KD, Haas S, König M, Wettlaufer J (Eds); Studies in Digital History and Hermeneutics, 6. Berlin, Boston: De Gruyter: 191-212.
- 2020: Comparing in the Digital Age. The Transformation of Practices, in: Neubert AM, Schwandt S. In: Practices of Comparing. Towards a New Understanding of a Fundamental Human Practice. Epple A, Erhart W, Grave J (Eds); Bielefeld: Bielefeld University Press: 377-399.
- 2020: Digital Methods in the Humanities. Challenges, Ideas, Perspectives Schwandt S (Ed) Digital Humanities Research; 1, 1st ed. Bielefeld: Bielefeld University Press.
- 2018: Digitale Methoden für die Historische Semantik. Auf den Spuren von Begriffen in digitalen Korpora Schwandt S. Geschichte und Gesellschaft 44(1): 107-134.
- 2016: Digitale Objektivität in der Geschichtswissenschaft? Oder: Kann man finden, was man nicht sucht? Schwandt S. Rechtsgeschichte - Legal History 24(24): 337-338.
- 2014: Virtus. Zur Semantik eines politischen Konzepts im Mittelalter, Frankfurt am Main: Campus.